# Deutsch-Polnische Gesellschaft Bundesverband
Die Deutsch-Polnische Gesellschaft Bundesverband (polnisch Federalny Związek Towarzystw Niemiecko-Polskich) ist ein eingetragener Verein und Zusammenschluss verschiedener regionaler Gesellschaften und persönlicher Mitglieder, die sich der Versöhnung, Verständigung und Zusammenarbeit von Deutschland und Polen verschrieben haben. Der Verein ging aus der Arbeitsgemeinschaft Deutsch-Polnische Verständigung e. V. hervor, die am 18. Januar 1986 in Hannover von norddeutschen regionalen Gesellschaften gegründet worden war, die seit 1973/74 regelmäßig in Koordinationstreffen zusammengearbeitet hatten.

## Vorstand
Zur Vorstandsvorsitzenden des Vereins wurde am 9. Oktober 2022 Simona Koß gewählt. Vor ihr hatten das Amt inne:
- Dietmar Nietan (November 2010 – 9. Oktober 2022)
- Angelica Schwall-Düren (2000 – November 2010)
- Markus Meckel

Kuratoriumsvorsitzende ist Rita Süssmuth. Sitz des Vereins ist Berlin.

## Publizistische Aktivität
Die Gesellschaft ist Herausgeberin des vierteljährlich erscheinenden Deutsch-Polnischen Magazins DIALOG, dessen erste Ausgabe unter der Chefredaktion von Günter Filter (Hamburg) am 2. Juni 1987 in Bonn erschienen ist. Ab 1991 bis 1999 gab es die gemeinsame DIALOG-Chefredaktion mit Adam Krzemiński (Warschau). Seit 1999 ist Basil Kerski als Chefredakteur für das deutsch-polnische Magazin verantwortlich, das seit 1993 auch in polnischer Sprache herausgegeben wird.
Seit 2017 gibt die Gesellschaft außerdem das zweisprachige Onlineportal DIALOG FORUM – Perspektiven aus der Mitte Europas heraus, das sich publizistisch mit Fragen zur politischen und kulturellen Dimension Europas auseinandersetzt. Die Redaktion des Portals arbeitet eng mit dem Deutsch-Polnischen Magazin DIALOG sowie der Danziger Zeitschrift Przegląd Polityczny zusammen. Über den bilateralen Kontext hinaus sind die Artikel auch jenen Ländern gewidmet, die innerhalb der Europäischen Union die Gesprächsformate Weimarer Dreieck und die Visegrád-Gruppe bilden sowie dem osteuropäischen Raum.
Die Deutsch-Polnische Gesellschaft Bundesverband veröffentlicht über die DIALOG-Redaktion außerdem in unregelmäßigen Abständen Bücher, Texte und Studien zu Themen des deutsch-polnischen Kontextes. Darunter sind Beiträge von Robert Traba, Basil Kerski, Marek Zybura, Krzysztof Ruchniewicz, Marcin Wiatr.

## Jahreskongress und DIALOG-Preis
Ein weiterer Schwerpunkt der Arbeit des Bundesverbandes ist die Organisation von deutsch-polnischen Kongressen, die seit 1992 jährlich unter dem Motto „Nachbarschaft in der Mitte Europas“ in Deutschland und Polen durchgeführt werden.
Im Rahmen dieser Kongresse verleiht der Bundesverband seit 2005 nach gemeinsamer Beratung von Kuratorium und Bundesvorstand den undotierten DIALOG-Preis, der aus einer Medaille und einer Urkunde besteht, an Personen und Institutionen, die sich „in vorbildlicher Art und Weise für den Dialog der Völker und Kulturen in Europa sowie die Vertiefung der deutsch-polnischen Beziehungen engagieren“.

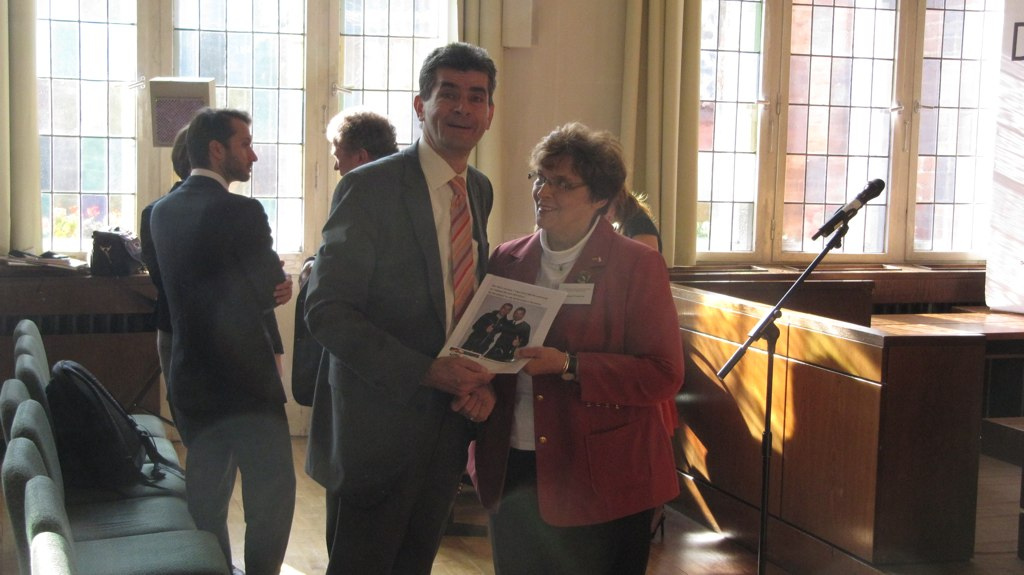
Verleihung des DIALOG-Preises 2011 in Frankfurt (Oder): Martin Wilke und Viola Krizak (DPG Hamburg)

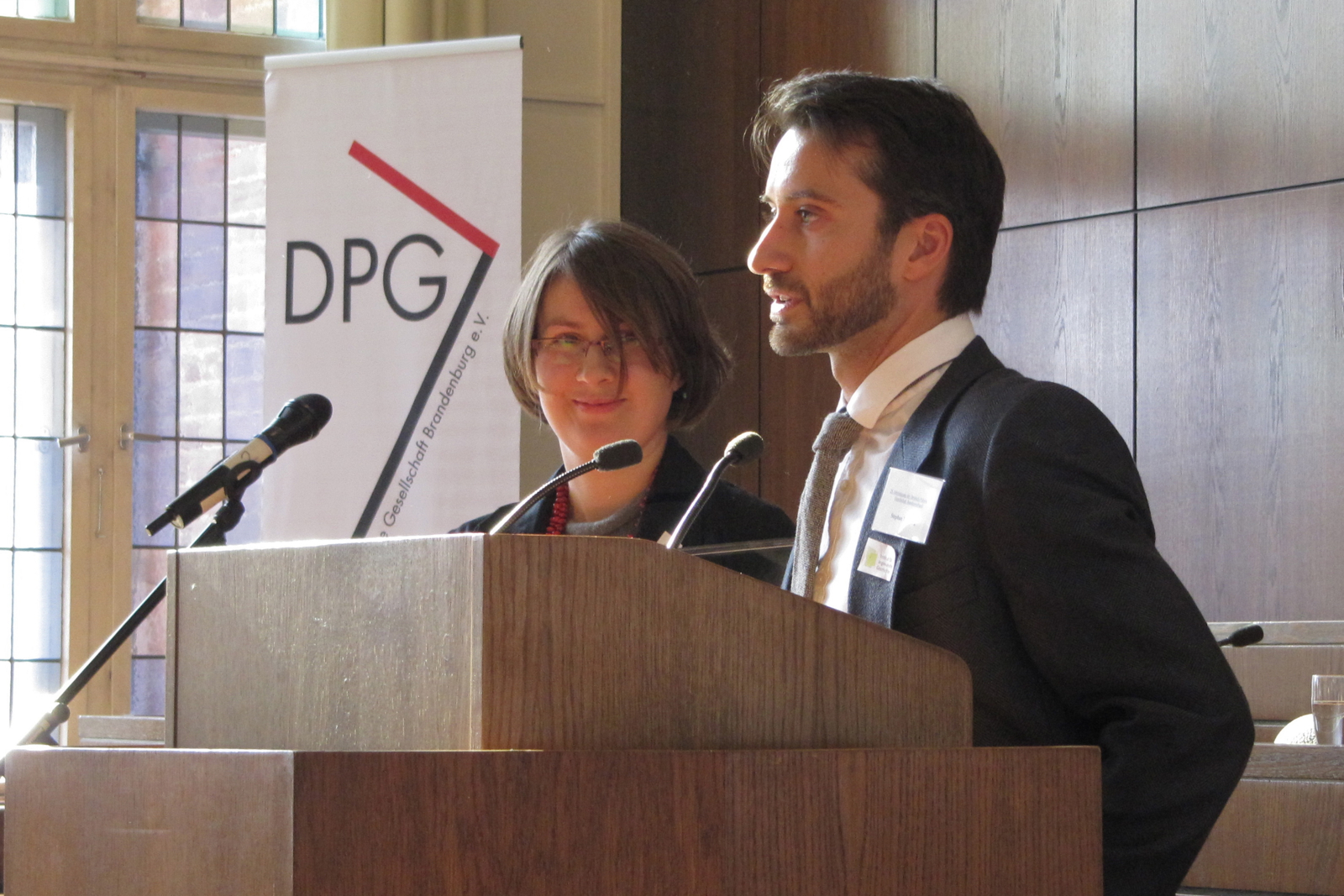
Verleihung des DIALOG-Preises 2011: Magdalena Abraham-Diefenbach und Stephan Felsberg

Preisträger (mit Ort der Ehrung) waren:
- 2005: Redaktion der Krakauer Wochenzeitung „Tygodnik Powszechny“ – Zinnowitz
- 2006: Stiftung „Pogranicze“ aus Sejny – Berlin
- 2007: Arbeitsgemeinschaft christlicher Schüler der „Christlichen Bildungsinitiative“ und das Deutsch-Polnische Jugendwerk Potsdam/Warschau – Hamburg
- 2008: Schriftsteller und Kabarettist Steffen Möller – Magdeburg
- 2009: Bürgerrechtler Ludwig Mehlhorn und Wolfgang Templin – Versmold
- 2010: Historiker Klaus Zernack und das Fernsehmagazin „Kowalski trifft Schmidt“ – Kiel
- 2011: „Institut für angewandte Geschichte e. V.“ – Frankfurt (Oder)
- 2012: Schriftsteller Artur Becker – Neustadt/Weinstraße (Hambacher Schloss)
- 2013: Publizisten Grażyna Słomka und Adam Krzemiński – Berlin
- 2014: Lech Wałęsa sowie der Interregionale Gewerkschaftsrat Elbe-Neiße – Dresden
- 2015: Schriftstellerin Zofia Posmysz und die Redaktion der Zeitschrift Osteuropa – Bonn
- 2016: Diplomat Marek Prawda – Gdańsk
- 2017: Journalist und literarische Übersetzer Martin Pollack – Potsdam
- 2018: Erzbischof em. Henryk Muszynski – Toruń
- 2019: Historikerin Anna Wolff-Powęska – Homburg
- 2020: Bürgerrechtsbeauftragte Adam Bodnar
- 2021: Historiker Robert Traba und Hans Henning Hahn
- 2022: Historiker  Andrij Portnow (Lehrstuhlinhaber der Kulturwissenschaftlichen Fakultät der Europa-Universität Viadrina)[6]
- 2023: Illustrator Wieslaw Smetek – Hamburg[7]
- 2024: Leszek Szuster (ehemaliger Direktor der Internationalen Jugendbegegnungsstätte in Oświęcim/Auschwitz)

## Belege
1. ↑  Über uns – Deutsch-Polnische Gesellschaft Bundesverband e. V. Abgerufen am 4. April 2022.
2. ↑  Simona Koß neue Vorsitzende des Bundesverbandes – Deutsch-Polnische Gesellschaft Bundesverband e. V. | Wilkommen! | Witamy! Abgerufen am 8. April 2023.
3. ↑  Kuratorium – Deutsch-Polnische Gesellschaft Bundesverband e. V. Archiviert vom Original (nicht mehr online verfügbar) am 19. April 2022; abgerufen am 4. April 2022.  Info: Der Archivlink wurde automatisch eingesetzt und noch nicht geprüft. Bitte prüfe Original- und Archivlink gemäß Anleitung und entferne dann diesen Hinweis.
4. ↑  Nachbarschaft in der Mitte Europas – Deutsch-Polnische Gesellschaft Bundesverband e. V. Abgerufen am 4. April 2022.
5. ↑  DIALOG-PREIS – Deutsch-Polnische Gesellschaft Bundesverband e. V. Archiviert vom Original (nicht mehr online verfügbar) am 19. April 2022; abgerufen am 4. April 2022.  Info: Der Archivlink wurde automatisch eingesetzt und noch nicht geprüft. Bitte prüfe Original- und Archivlink gemäß Anleitung und entferne dann diesen Hinweis.
6. ↑  DIALOG-Preis 2022 an Professor Andrii Portnov – Deutsch-Polnische Gesellschaft Bundesverband e. V. | Wilkommen! | Witamy! Abgerufen am 8. April 2023.
7. ↑  Dialog-Preis für den polnischen Künstler Wieslaw Smetek. Abgerufen am 15. November 2023.